# Tractat de Florència (1801)

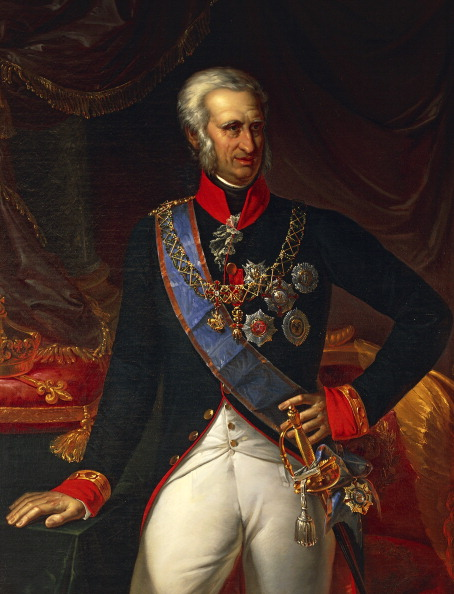
Ferran I de Nàpols

L'armistici de Foligno i el tractat de Florència de 1801 van ser dos acords de pau signats entre França i el Regne de Nàpols amb la intermediació de Rússia, en el marc de les guerres napoleòniques. Forçat per la presència militar francesa, Nàpols cedia alguns territoris al Tirrè i acceptava l'ingrés de tropes franceses cap als seus ports a l'Adriàtic.

## Context

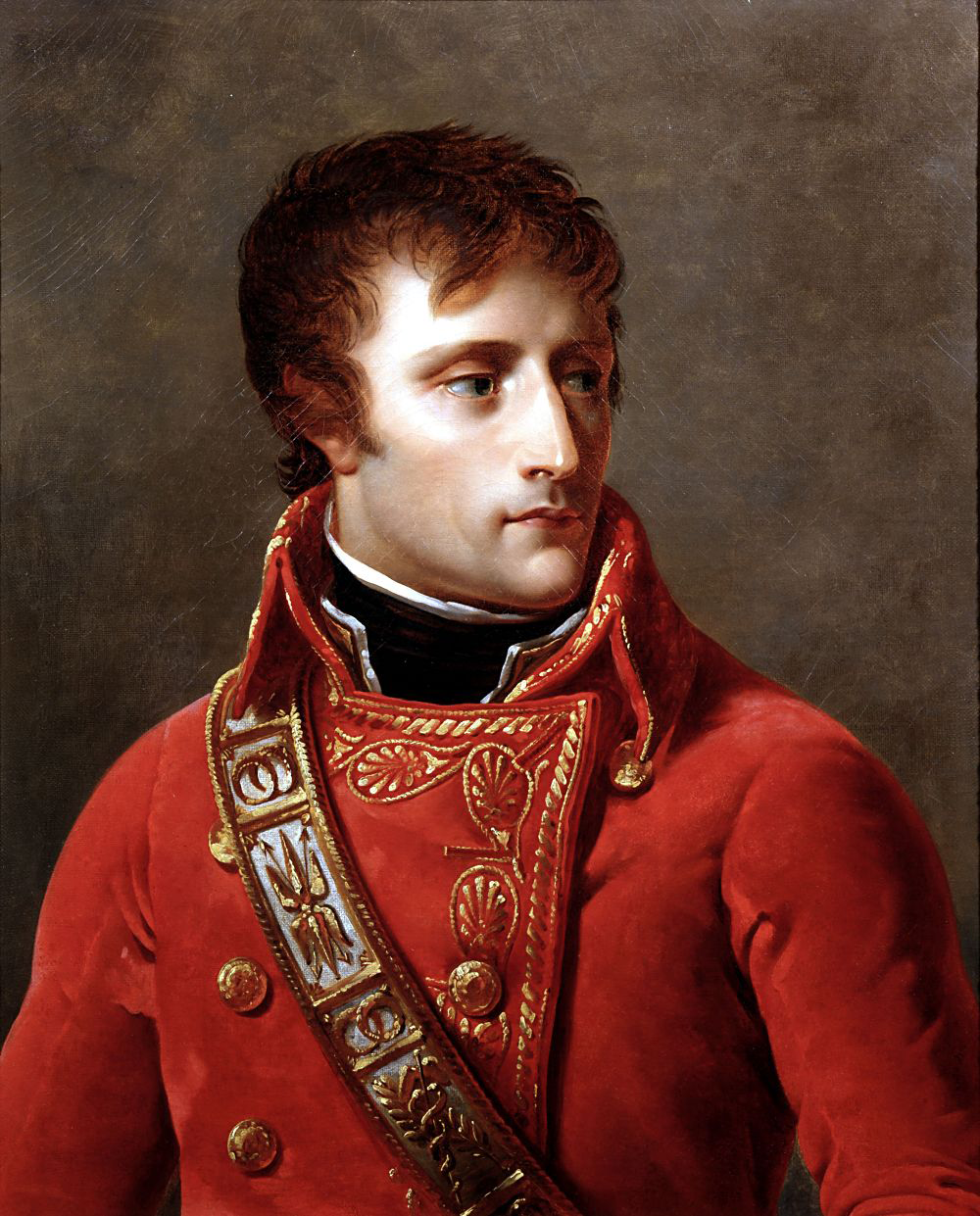
Napoleó I.

A principis del segle xix França, amb Napoleó Bonaparte en el govern, es trobava en guerra contra la Segona Coalició formada pel Sacre Imperi Romanogermànic, Gran Bretanya, Portugal, el Regne de Nàpols, Rússia i l'Imperi Otomà. Espanya i França mantenien una aliança militar des de la signatura del tractat de Sant Ildefons de 1796.
Després de les victòries de l'exèrcit napoleònic en la campanya de 1800 a Marengo, Höchstadt i Hohenlinden, el 9 de febrer de 1801 el Sacre Imperi Romà va signar la pau amb França mitjançant el tractat de Lunéville. Nàpols, que durant la guerra havia comptat amb l'ajuda del Sacre Imperi, va quedar a mercè del poderós exèrcit francès.
Ferran I, rei de Nàpols i Sicília, era germà de Carles IV d'Espanya, però el seu parentiu no va ser obstacle per oposar-se a l'aliança hispano-francesa. La influència de la seva esposa, la reina Maria Carolina d'Àustria, de la família reial austríaca, va provocar l'alineament de Nàpols amb la Segona Coalició, al costat del Sacre Imperi Romà. Maria Carolina era germana de Maria Antonieta, reina consort de França per les seves noces amb Lluís XVI fins a l'enderrocament i execució de tots dos el 1793. El príncep hereu del regne, Francesc, estava casat amb l'arxiduquessa d'Àustria Maria Clementina, filla de l'emperador Leopold II.

## Acords

Regnes de Nàpols (taronja) i Sicília (vermell clar).

### Armistici de Foligno
Davant l'avanç de l'exèrcit francès del general Murat, el comte Roger de Dames, al comandament de les tropes napolitanes, va enviar el coronel Micheroux a negociar un armistici per un mes. Aquest acord, preliminar del que es pactaria pocs dies després, es va signar a Foligno el 9 de febrer.

### Tractat de Florència
El tractat definitiu es va signar el 28 de març a Florència amb la intermediació del general rus Lewaschef, tramès pel tsar Pau I a petició de Maria Carolina. Els punts principals de l'acord van ser els següents:
- El rei Ferran seria reposat al tron napolità.
- Nàpols cediria les seves possessions a l'illa d'Elba, Porto Longone, el principat de Piombino i els Presidis Toscans a França.
- Les tropes napolitanes es retirarien dels Estats Pontificis.
- Els ports napolitans quedarien tancats als vaixells britànics i otomans.
- S'establirien privilegis comercials a França.
- Es permetria l'estacionament de tropes franceses en territori napolità.
- Alliberament dels presos d'ambdós bàndols.

## Repercussions
El principat de Piombino i els Presidis Toscans serien annexionats al Gran Ducat de Toscana i cedits a l'infant espanyol Lluís Francesc de Borbó-Parma, a canvi de la colònia espanyola de Louisiana, segons l'acordat establert al tractat de Sant Ildefons de 1800.
Al maig d'aquell mateix any el mariscal francès Nicolas Jean de Dieu Soult va ocupar amb 10.000 soldats els ports d'Òtranto, Tàrent i Bríndisi, facilitant així les comunicacions amb l'exèrcit francès a Egipte. Després de la signatura de la pau entre França i Rússia l'octubre de 1801, les tropes franceses abandonarien temporalment el territori napolità, però el 1803 tornarien a ocupar el país davant les amenaces de la flota britànica.
El tractat de Florència, juntament amb els tractats de Lunéville i Badajoz i el Concordat amb els Estats Pontificis, en què França feia les paus amb els seus enemics de la Segona Coalició, van culminar el 1802 amb la signatura de la Pau d'Amiens, acabant la guerra a Europa fins a 1805, any en què es reprendrien les hostilitats en la guerra francesa contra la Tercera Coalició.